# أكلبترة
الأكلبترة (الاسم العلمي: Acalyptris) هي جنس من الحشرات تتبع الفصيلة السليلات من رتبة حرشفيات الأجنحة.

## أنواع الأكلبترة
- أكلبترة بحرية
- أكلبترة برانسية
- أكلبترة تركمانية
- أكلبترة شاحبة
- أكلبترة قصيرة
- أكلبترة مقلمة
- أكلبترة منقطة